# Osvaldo Cavandoli

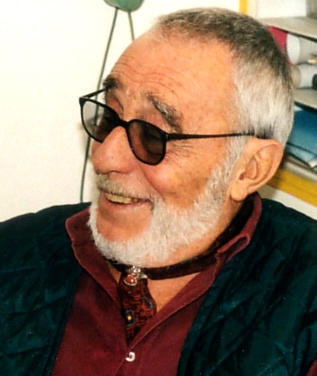
Osvaldo Cavandoli, 2000

Osvaldo Cavandoli (* 1. Januar 1920 in Maderno; † 3. März 2007 in Mailand) war ein italienischer Animator und Ehrenbürger von Mailand. International bekannt wurde er mit seiner Zeichentrickfigur La Linea.

## Biographie
Cavandoli wurde in Maderno am Gardasee geboren. Er war zwei Jahre alt, als die Familie nach Mailand zog, wo er aufwuchs.
Von 1936 bis 1940 arbeitete er als technischer Designer für Alfa Romeo. Ab 1943 begann er sich zunehmend für Animation zu interessieren; er wurde Studiozeichner bei dem Trickfilmer Nino Pagot. Im Jahr 1950 machte er sich als Regisseur und Produzent selbständig.
Weltweit bekannt wurde Cavandoli durch das einfache grafische Konzept von La Linea, das er 1969 kreierte und ab 1972 als Kurzgeschichten und in Werbespots bei Fernsehen und Kino vermarktete. In den Jahren 1978 und 1988 entstanden mit La sexilinea und Eroslinea zwei preisgekrönte Kurzfilme.

## Filmografie
- 1947: Lalla, piccola Lalla... (Animation)
- 1972: La Linea (Regie und Drehbuch)
- 1972: La sexilinea (Regie und Drehbuch)